# Scream (pel·lícula de 2022)
Scream és una pel·lícula de slasher estatunidenca de 2022, dirigida per Matt Bettinelli-Olpin i Tyler Gillett, i escrita per James Vanderbilt i Guy Busick. És el cinquè lliurament de la sèrie de pel·lícules Scream. Tot i que va ser anunciada com un rellançament de la sèrie de pel·lícules, la pel·lícula és una seqüela directa de Scream 4 (2011) i és la primera de la sèrie que no està dirigida per Wes Craven, després de la seva mort el 2015. És protagonitzada per Neve Campbell, Courteney Cox, David Arquette, Melissa Barrera, Jenna Ortega, Mason Gooding, Mikey Madison, Dylan Minnette, Kyle Gallner, Jack Quaid, Jasmin Savoy Brown, juntament amb Roger L. Jackson, Marley Shelton Skeet Ulrich els que repeteixen els seus papers de lliuraments anteriors. Ha estat subtitulada al català.